# Grupa Leister
Grupa Leister z siedzibą w Kägiswil, Kanton Obwalden, w Szwajcarii, jest producentem urządzeń do zgrzewania tworzyw sztucznych, komponentów do procesowego ogrzewania, systemów laserowych, czujników gazowych i mikrooptyki. Grupa działa na całym świecie, w ponad 100 krajach.

## Historia
Karl Leister założył w 1949 roku jednoosobowe przedsiębiorstwo Karl Leister Elektro-Gerätebau w Solingen. Początkowo produkował tam urządzenia grzewcze i promienniki w piwnicy domu swoich rodziców. Pierwszym produktem był ręczny odkurzacz Leister FIX W200, a następnie urządzenie do zgrzewania tworzyw termoplastycznych gorącym powietrzem Leister KOMBI. Leister otworzył pierwszą siedzibę zakładu w Solingen i od 1953 roku zaczął rozwijać sieć dystrybucji. W styczniu 1963 roku otworzył drugi zakład w miejscowości Kägiswil, w kantonie Obwalden, razem z trzema mechanikami. Zakład zajmował się rozwojem i produkcją urządzeń do zgrzewania. Wkrótce później ruszyła linia produktów Process Heat, obejmująca nagrzewnice powietrza i dmuchawy. W 1977 roku wszystkie działania firmy zostały przeniesione do Szwajcarii. W 1979 roku rozpoczęto własną produkcję silników. Leister rozbudował moce produkcyjne, stworzył globalną sieć dystrybucji i od lat 80. XX wieku działał w Europie, Azji i Ameryce Łacińskiej.
Po śmierci pierwszej żony, Christiane Leister, z domu Böhnke, została drugą żoną Karla Leistera. Od 1989 roku pełniła różne funkcje w firmie, a po śmierci Karla Leistera w 1993 roku przejęła zarządzanie Leister Process Technologies. W latach 90. rozpoczęła się ekspansja firmy na nowe obszary działalności, w tym rozwój linii produktów laserowych, czujników gazowych i mikrooptyki. Te ostatnie zostały później wydzielone do spółki zależnej Axetris. Dla tej spółki w 1999 roku otwarto pomieszczenie do produkcji w warunkach czystych. W 2014 roku Christiane Leister zrezygnowała z operacyjnego zarządzania firmą.
W 2008 roku siedziba główna firmy została przeniesiona na ulicę Galileo w Kägiswil. W 2011 roku Leister Process Technologies oraz oddziały zagraniczne firmy zostały przekształcone w grupę kapitałową. Holdingiem tej grupy jest Leister AG. W 2014 roku firma zakupiła amerykańską spółkę Seamtek LLC, aby rozszerzyć ofertę na rynku zgrzewania folii. Przedtem Leister oferował jedynie automaty do zgrzewania, a wraz z Seamtek wszedł na rynek stacjonarnych maszyn zgrzewających.

## Organizacja i cele biznesowe
Leister AG od 2011 roku jest holdingiem Grupy Leister, z siedzibą w Kägiswil. Szwajcarskie oddziały firmy skupiają się głównie na badaniach i produkcji. Leister Technologies AG, ze swoimi działami zgrzewania tworzyw sztucznych, procesowego ogrzewania oraz zgrzewania laserowego, stanowi trzon działalności firmy. Firma produkuje urządzenia do zgrzewania tworzyw termoplastycznych, moduły gorącego powietrza oraz systemy na podczerwień do przemysłowej obróbki cieplnej. Dodatkowo, Axetris AG specjalizuje się w dziedzinie czujników gazowych i mikrooptyki. Od 2011 roku Axetris funkcjonuje jako niezależna spółka w ramach grupy, z siedzibą w Kägiswil. Do Grupy Leister należy również Ascent GmbH.
Siedem międzynarodowych oddziałów Grupy Leister zajmuje się dystrybucją produktów i usług firmy. Oddziały te znajdują się w Hagen (Niemcy, od 1999), Itasca (Illinois, USA, od 2000), Szanghaj (Chiny, od 2004), Chennai (Indie, od 2007), Osaka (Japonia, od 2011), Houten (Holandia, od 2012) i Mediolan (Włochy, od 2013).

## Edukacja i nauka
Fundacja Leister współpracuje z różnymi organizacjami i instytucjami, takimi jak „ETH Zurich Foundation”, wspierając badania i nauczanie na Politechnice Federalnej w Zurychu, „EPFL”, z programem wsparcia dla studentów, oraz z „Swiss Science Center Technorama” w Winterthur. Fundacja wspiera także projekty „Schweizer Jugend forscht” oraz „NaTechEducation”.

## Nagrody
Firma Leister otrzymała następujące nagrody za swoje osiągnięcia technologiczne:
- 2000 – Swiss Technology Award za zgrzewanie laserowe z dokładnością 100 µm
- 2004 – Swiss Technology Award za laserowe zgrzewanie globularne, proces 3D z bezpośrednim dociskiem